# Amelanchier lucida
Amelanchier lucida là loài thực vật có hoa trong họ Hoa hồng. Loài này được (Fernald) Fernald mô tả khoa học đầu tiên năm 1948.